# Hachigatsu no Cinderella Nine
Hachigatsu no Cinderella Nine (яп. 八月のシンデレラナイン хатигацу но синдэрэра наин, «Девять августовских золушек») — free-to-play игра для мобильных устройств с системами iOS и Android, выпущенная Akatsuki и Kadokawa в Японии 27 июня 2017 года.
Аниме-сериал на основе оригинальной игры снят студией TMS Entertainment. Его показ начался 8 апреля 2019 года. На 7 июля 2021 года запланирован выход игрового телесериала Hachigatsu wa Yoru no Batting Center de.

## Сюжет
В игре игрок управляет персонажем, бывшим асом высшей лиги молодежного бейсбола, которому пришлось оставить карьеру игрока из-за травмы. Он переезжает к своей бабушке и идёт в местную старшую школу, желая никогда больше не иметь ничего общего с этим спортом. Впрочем, вскоре он или она встречает Цубасу Арихару, и та убеждает героя стать менеджером бейсбольного клуба и помочь команде сыграть в финале старшей школы на Косиэне. В качестве менеджера игрок собирает команду, тренирует ее, а также знакомится с историями каждого из ее членов.
В аниме Цубаса Арихара поступает в старшую школу и узнает, что бейсбольной команды в ней нет. Она решает это исправить, но первым же препятствием становится учсовет, не поддержавший эту идею.

## Персонажи
Цубаса Арихара (яп. 有原 翼 Арихара Цубаса)
Сэйю: Нодзоми Нисида
Рё Cинономэ (яп. 東雲 龍 Cинономэ Рё:)
Сэйю: Рэйна Кондо
Юки Нодзаки (яп. 野崎 夕姫 Нодзаки Ю:ки)
Сэйю: Саки Минами
Томоэ Кавакита (яп. 河北 智恵 Кавакита Томоэ)
Сэйю: Хонока Иноуэ
Аканэ Укита (яп. 宇喜多 茜 Укита Аканэ)
Сэйю: Юмири Ханамори
Вака Судзуки (яп. 鈴木 和香 Судзуки Вака)
Сэйю: Юби Мидорикава
Аяка Накано (яп. 中野 綾香 Накано Аяка)
Сэйю: Юрика Такаги
Ёсими Иваки (яп. 岩城 良美 Иваки Ёсими)
Сэйю: Нанами Ямасита
Маико Курасики (яп. 倉敷 舞子 Курасики Маико)
Сэйю: Юрика Эндо (игра); Иори Саэки (аниме)
Кана Цукумо (яп. 九十九 伽奈 Цукумо Кана)
Сэйю: Харука Сираиси
Мариа Хасэ (яп. 初瀬 麻里安 Хасэ Мариа)
Сэйю: Сарара Ясима
Аой Асада (яп. 阿佐田 あおい Асада Аой)
Сэйю: Рика Татибана
Сихо Номи (яп. 能見 志保 Но:ми Сихо)
Сэйю: Мэвхан
Момоко Какэхаси (яп. 掛橋 桃子 Какэхаси Момоко)
Сэйю: Эрико Накамура

## Медиа

### Игра
Мобильная игра, изданная Akatsuki и Kadokawa, была выпущена для iOS и Android 27 июня 2017 года. Анимационный трейлер от студии A-1 Pictures транслировался до выхода игры 31 июля 2016 года. Игра вышла по модели free-to-play.

### Аниме
30 июля 2018 года официальный аккаунт Twitter оригинальной игры объявил, что будет выпущена адаптация в виде аниме-сериала. Персонал и дата выхода серии были объявлены 25 октября 2018 года. Режиссёром был назван Сусуму Кудо, сериал создала студия TMS Entertainment. Дзин Танака написал сценарий, а Такаюки Ногути создал дизайн персонажей. Премьера состоялась 8 апреля 2019 года на TV Tokyo, TV Aichi и других каналах.
Список серий
| Номер | Название серии                                                                               | Дата трансляции |  |
| ----- | -------------------------------------------------------------------------------------------- | --------------- |  |
|       |                                                                                              |                 |  |
| 01    | Мяч в игру! «Пурэйбо:ру!» (プレイボール!)                                                    | 8 апреля 2019   |  |
| 02    | Можем или не можем «Дэкиру, дэкинай» (できる、できない)                                      | 15 апреля 2019  |  |
| 03    | Давайте хорошенько постараемся «Кимоти ёку асэ о како:» (気持ちよく汗をかこう)               | 22 апреля 2019  |  |
| 04    | Хоть мы стоим на перепутье «Вакарэмити ни таттэмо» (分かれ道に立っても)                      | 28 апреля 2019  |  |
| 05    | Наша первая игра! «Хадзимэтэ но сиай» (はじめての試合！)                                     | 5 мая 2019      |  |
| 06    | Что нас теперь ждёт «Корэ кара но ватакуси-тати» (これからの私たち)                          | 12 мая 2019     |  |
| 07    | Улыбка потерянного ребёнка «Эгао но майго» (笑顔の迷子)                                      | 19 мая 2019     |  |
| 08    | В ожидании лета «Нацу ни мукаттэ» (夏に向かって)                                             | 9 июня 2019     |  |
| 09    | Крепкая связь, совместное веселье «Минна дэ цунайдэ, таносиндэ» (みんなでつないで、楽しんで) | 16 июня 2019    |  |
| 10    | Крылья за спиной «Сэнака ни цубаса» (背中に翼)                                               | 23 июня 2019    |  |
| 11    | Начало национального турнира «Дзэнкоку тайкай га хадзимару» (全国大会がはじまる)             | 30 июня 2019    |  |
| 12    | Самое жаркое лето «Сэкай дэ итибан ацуй нацу» (世界で一番あつい夏)                           | 7 июля 2019     |  |

### Телесериал
На основе игры был создан сериал Hachigatsu wa Yoru no Batting Center de (яп. 八月は夜のバッティングセンターで。, букв. «Август — время для ночей в бейсбольном центре») с живыми актёрами. Режиссёрами серий выступают Хирото Хара, Кэнтаро Сима и Кэнтаро Харада, а сценаристами — Ёситацу Ямада и Коити Ядзима.
В сериале Май Нацуха (Нагиса Сэкимидзу), 17-летняя старшеклассница, решает подработать летом в бейсбольном центре Нацухи в Токио. Там она знакомится с Томохиро Ито (Тору Накамура), бывшим профессиональным игроком, каждую ночью наблюдающим за игроками в центре. Просто по тому, как они отбивают, он может понять их чувства и переживания, а потом с помощью своей «бейсбольной теории» помочь решить их проблемы.
Сериал стал первым, где Нагиса Сэкимидзу исполняет главную роль, актрисе пришлось много тренироваться играть в бейсбол при подготовке к съёмкам. Тору Накамура же, играющий главного героя, играл в бейсбол в школе и большой фанат этого спорта. К участию в съёмках также были приглашены известные японские бейсболисты, которые должны время от времени появляться в кадре. Премьера телесериала запланирована 7 июля 2021 года на каналах TV Tokyo и других.

### Прочее
На официальном сайте игры публикуются комедийная четырёхпанельная манга-спинофф Hachi Nai Gaiden: Senryoku Gai! Katato-chan (яп. ハチナイ外伝 戦力外！カタトちゃん) авторства Бкуб Окавы и новеллизация под названием Hachigatsu no Cinderella Nine ～Before Summer～ (яп. 八月のシンデレラナイン ～before summer～). Четырехсерийная ONA-адаптация ёнкомы под названием Katato the Animation (яп. カタトTHEアニメーション) демонстрировалась с мая по июнь 2017 года.

## Критика
Хотя технически аниме Hachigatsu no Cinderella Nine относится к спокону, тон произведения больше напоминает Love Live!. Яркие цвета и милые героини только усиливают это впечатление.
Аниме вышло в один сезон с сериалом про юношескую бейсбольную команду Mix, но, несмотря на общую тему, истории сильно различаются.
Сюжет Cinderella Nine не изобилует спортивными деталями. Часть критиков обратила внимание, что в начальной заставке девушки играют в бейсбол в юбках с шортами и матросках, что было бы непрактичным в настоящей игре. В отличие от Taishō Baseball Girls и Princess Nine, ранее выходивших аниме про женские бейсбольные команды, в Cinderella Nine персонажи не пытаются что-либо доказать или соревноваться с командами противоположного пола, вместо этого они интересуются участием в своей лиге и получением удовольствия от игры.